# Kinó-Pravda
Kinó-Pravda (en ruso: Кино-Правда, literalmente cine-verdad o Verdad cinematográfica) fue una serie de 23 noticiarios creados por Dziga Vértov, Yelizaveta Svílova y Mijaíl Kaufman, lanzados en junio de 1922. Vértov se refirió a los veintitrés números de Kino-Pravda como la primera obra suya donde se pueden observar sus futuros métodos cinematográficos.

## Descripción general
Trabajando principalmente durante la década de 1920, Vértov promovió el concepto de "kino-pravda", o "verdad cinematográfica", a través de su serie de noticiarios. Su visión principal era capturar fragmentos de la realidad que, cuando se organizaran juntos, mostraran una verdad más profunda que no podía ser vista a simple vista. En la serie Kino-Pravda, Vértov se enfocó en experiencias cotidianas, evitando preocupaciones burguesas y filmando mercados, bares y escuelas, a veces con una cámara oculta, sin pedir permiso primero.
Los episodios de Kino-Pravda generalmente no incluían reconstituciones ni representaciones (una excepción es el segmento sobre el juicio de los Revolucionarios Socialistas: las escenas de la venta de periódicos en las calles y la gente leyendo los periódicos en el tranvía fueron ambas puestas en escena para la cámara). La cinematografía es simple, funcional y poco elaborada. Se produjeron veintitrés números de la serie durante un período de tres años; cada número duraba aproximadamente veinte minutos y generalmente cubría tres temas. Las historias eran típicamente descriptivas, no narrativas, e incluían viñetas y exposiciones, mostrando, por ejemplo, la renovación de un sistema de tranvías, la organización de agricultores en comunas y el juicio de los Revolucionarios Socialistas; una historia muestra la hambruna en el estado marxista naciente. También están presentes tendencias propagandísticas, pero con más sutileza, en el episodio que presenta la construcción de un aeropuerto: una toma muestra los tanques del exzar ayudando a preparar un cimiento, con un rótulo que dice "Tanques en el frente laboral".
Vértov pretendía tener una relación activa con su audiencia en la serie — en el segmento final incluye información de contacto — pero en el decimocuarto episodio la serie se había vuelto tan experimental que algunos críticos descartaron los esfuerzos de Vértov como "locos".
El término "kino pravda", aunque se traduce del ruso como "cine verdad", no debe confundirse con el movimiento cinéma vérité en el cine documental, que también se traduce como "cine verdad". El cinéma vérité también se caracterizaba por la intención de capturar la realidad "con sus imperfecciones", pero se hizo popular en Francia en la década de 1960.